# Japanisch-Ryūkyū

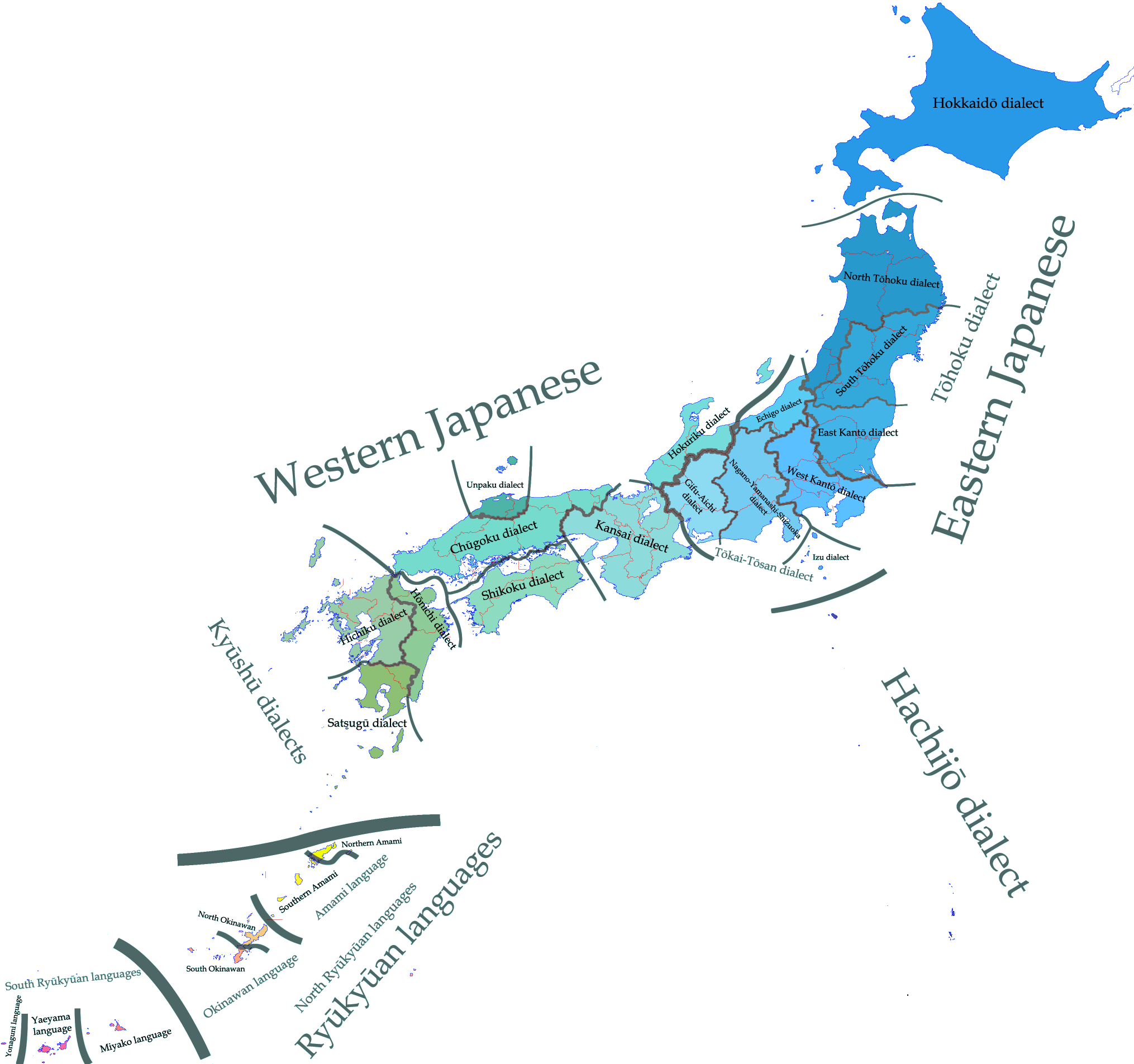
Karte mit den verschiedenen Dialekten des Japanischen

Japanisch-Ryūkyū (jap. 日琉語族, nichiryū gozoku, dt. „Japanisch-Ryūkyū-Sprachfamilie“, alternativ auch 日本語族, nihon gozoku, dt. „japanische Sprachfamilie“) ist eine kleine Sprachfamilie, bestehend aus dem modernen Japanisch mit seinen regionalen Dialekten (insgesamt 125 Mio. Sprecher), den fünf Ryūkyū-Sprachen, die auf den Ryūkyū-Inseln – wie etwa Okinawa – von etwa einer Million Menschen gesprochen werden. Bisweilen wird die Japanisch-Ryūkyū-Familie auch als japanische Sprachfamilie oder – in Anlehnung an den englischen Begriff Japonic languages – als japonische Sprachfamilie bezeichnet.

## Japanisch und die Ryūkyū-Sprachen
Die japonischen Sprachen lassen sich heute in zwei gut definierte Zweige einteilen, das Japanische und die Ryūkyū-Sprachen. Ebenfalls gibt es das hypothetische Peninsular Japonic (engl., wörtl. Halbinsel-Japonisch), das eventuell im Westen der Koreanischen Halbinsel gesprochen wurde.
Durch die geographischen Gegebenheiten haben sich in Japan viele regionale Dialekte erhalten: Neben der Aufteilung in vier große und einige tausend kleine Inseln hat das Land nur wenige große fruchtbare Ebenen, 80 % der Landesfläche sind Gebirge, die natürliche Grenzen für die Sprachräume bilden. Das verbindende Band war die Küstenschifffahrt. Gleiches gilt für die Ryūkyū-Sprachen, die auf einem langgezogenen Archipel mit vielen kleinen Inseln mit ihren Sprechergemeinschaften in Einzeldialekte aufgespalten sind. Eine genaue Trennung zwischen Japanisch und den Ryūkyū-Sprachen ist heute kaum noch möglich, da sich die Dialekte der Ryūkyū-Inseln dem modernen Japanisch umso mehr angleichen, je näher sie geographisch bei den Hauptinseln liegen. In Richtung Süden nimmt dagegen der Umfang der Ryūkyū-spezifischen Elemente zu.
Die Zahl der Ryūkyū-Bewohner, die nur noch Standardjapanisch sprechen, nimmt ständig zu, so dass die Ryūkyū-Sprachen in ihrer Sprecherzahl (heute noch etwa eine Million) entsprechend zurückgehen. Für die größte Ryūkyū-Sprache Okinawa gilt: Erwachsene Sprecher sind in der Regel zweisprachig in Okinawa und Japanisch, die Altersgruppe zwischen 20 und 50 versteht Okinawa, benutzt aber generell – auch zu Hause – Japanisch. Die unter 20-Jährigen sind einsprachig japanisch aufgewachsen. Einsprachige Okinawa-Sprecher gibt es auch in der ältesten Sprechergruppe kaum noch. Damit ist selbst diese Ryūkyū-Sprache (diejenige mit den meisten Sprechern) in ihrem Fortbestand gefährdet; dies gilt umso mehr für die kleineren Sprachen dieser Gruppe.

## Die Gliederung der Sprachfamilie
Nach der Darstellung der meisten Forscher umfasst die japonische Familie folgende Sprachen und Dialekte:
- Japonisch   (5 Sprachen bzw. Dialektcluster mit 126 Mio. Sprecher)
  - Japanisch
    - Japanisch (125 Mio. Sprecher)
    - Hachijō (wenige tausend Sprecher)

  - Peninsulares Japanisch (Ausgestorben)
  - Ryūkyū (etwa 1 Mio. Sprecher)
    - Okinawa-Amami (etwa 900 Tsd. Sprecher)
      - Amami, Dialekte: Amami-Oshima, Kikai, Toku-no-shima
      - Okinawa, Dialekte: Shuri, Kunigami, Oki-no-erabu, Yoron

    - Sakishima (etwa 100 Tsd. Sprecher)
      - Miyako-Yaeyama, Dialekte: Miyako, Yaeyama (möglicherweise zwei Sprachen)
      - Yonaguni

## Ursprung
Die Sprachen der Japanisch-Ryūkyū-Familie werden auf ein hypothetisches Proto-Japonisch zurückgeführt, auf dem die heutigen Sprachen (oder Dialekte) basieren. Das Proto-Japonische soll seinen linguistischen Ursprung im südöstlichen China beziehungsweise östlichen China haben. Spätestens seit 1500 v. Chr. soll das Japonische in der heutigen Koreanischen Halbinsel präsent gewesen sein, wo es von den Menschen der Mumun-Kultur gesprochen wurde. Ab 300 v. Chr. wanderten Proto-Koreaner von der Mandschurei aus in die Halbinsel ein und lösten die Yayoi-Migration nach Japan aus. Die verbliebenen Proto-Japaner lebten parallel zu den neu angekommenen Proto-Koreanern und wurden langsam assimiliert.

### Hypothesen über die weitere Verwandtschaft
Die japonischen Sprachen werden allgemein als eigene Sprachfamilie mit keinen anderen Verwandten angesehen. Dennoch gibt es einige Hypothesen bezüglich einer weiteren Verwandtschaft. Keine davon wird von heutigen Experten anerkannt. Stattdessen wird die Sprachfamilie als sozusagen „isoliert“ betrachtet, oder genauer als nicht erkennbar mit anderen Sprachfamilien oder isolierten Sprachen verwandt, da eigentlich nur Einzelsprachen als isoliert bezeichnet werden und Japanisch-Ryūkyū in der Sprachwissenschaft in der Regel als Sprachfamilie eingestuft wird.
Von manchen Forschern werden die japonischen Sprachen – zusammen mit dem Koreanischen – zur Gruppe der sogenannten altaischen Sprachen gezählt (siehe auch Makro-Altaisch). Ob das Altaische eine genetische Einheit (also eine Sprachfamilie) ist oder nur einen arealen Sprachbund bildet, ist umstritten. Die Mehrheitsmeinung tendiert zur Sprachbund-These. Ungeklärt ist auch, woher das „urjapanische“ Vokabular stammt, das heute die Kun-Lesung der japanischen Schriftzeichen bildet. Das moderne Koreanisch und das moderne Japanisch zeigen zwar große Übereinstimmung in den chinesischen Lehnwörtern, darüber hinaus jedoch nur geringe Ähnlichkeit in den Lexemen.
Syntax, agglutinierender Sprachbau und Höflichkeitssprache weisen auf eine Verwandtschaft mit dem Koreanischen aber auch mit den austronesischen Sprachen hin. Einige Forscher unterstützen die Verwandtschaft zu den austronesischen Sprachen, mit denen das Japanische auch starke Ähnlichkeiten im Lautsystem (der Phonologie) aufweist.
Andere, weniger bekannte Hypothesen nehmen sprachverwandtschaftliche Beziehungen zu den sinotibetischen Sprachen, den Tai-Kadai-Sprachen, den austroasiatischen Sprachen oder der Ainu-Sprache an.